# L'Ange noir (film, 1975)
Pour les articles homonymes, voir L'Ange noir.
L'Ange noir (Des Schwarze Engel) est un téléfilm allemand réalisé par Werner Schroeter en 1973-1974 et sorti en 1975.

## Fiche technique
- Titre original : Des Schwarze Engel
- Réalisation et scénario : Werner Schroeter
- Producteur : Werner Schroeter, commandé par la ZDF
- Directeur de la photographie : Werner Schroeter
- Montage : Werner Schroeter
- Format : 16mm Couleur
- Genre : expérimental, underground
- Date de sortie : 1975
- Durée : 71 minutes

## Distribution
- Ellen Umlauf
- Magdalena Montezuma
- Carlos De Muna